# Rahaba
Pour les articles homonymes, voir El Rahaba.
Rahaba dérivé du mot chaoui irhaben, il désigne un groupement d'hommes habillés de manière traditionnelle entonnant des chants polyphoniques ancestraux en chaoui (dialecte berbère), accompagné de bendir et de gasba. 

## Histoire
Il s'agit d'un chant originaire des Aurès (Algérie), très populaire depuis la nuit des temps. Il est caractérisé par la participation des femmes à ces groupes. On retrouve ce type de chant dans diverses fêtes dans la région des Aurès — les mariages entre autres.
L'utilisation des fusils a toujours été essentielle pour animer le chant. Il existe des professionnels pour ce type d'animations, mais aujourd'hui, ce genre d'armes est à la portée de beaucoup d'amateurs, ce qui n'a pas manqué de provoquer de nombreux accidents souvent mortels aux Aurès lors des fêtes.
Les vêtements ont aussi leur importance : les couleurs et le style doivent être respectés. Sans oublier que chaque membre du groupe joue un rôle particulier : utilisation le bendir (souvent destiné à l'homme), apprentissage du texte et chant proprement dit.
Les pionniers chaouis qui ont connu un succès international furent Aissa Jermouni et Ali Khencheli, dans le début des années 1940.